# Manuel Blasco de Nebra
Manuel Blasco de Nebra (Sevilla, 2 mei 1750 – aldaar, 12 september 1784) was een Spaanse klavierspeler en componist. Zijn vader was organist aan de kathedraal van Sevilla. Manuel werd assistent-organist van zijn vader en volgde hem op in 1778. Hij componeerde zelf 172 stukken, maar slechts een dertigtal daarvan zijn bewaard gebleven. Het zijn allen composities voor klavier (klavecimbel of pianoforte): sonates en pastorelas. Manuscripten van zijn hand zijn bewaard in het klooster Convento de la Encarnación in Osuna, het Santa Clara-klooster van Sevilla en het klooster van Montserrat. In de Library of Congress wordt een eerste druk bewaard van een bundel met zes sonates uit 1780.
De Spaanse pianist Pedro Casals behaalde aan de Autonome Universiteit van Madrid een doctoraat met een studie over Manuel Blasco de Nebra en heeft alle klaviersonates van de componist op cd uitgebracht.

## Discografie
- Piano Sonatas, Javier Perianes, Harmonia Mundi (2010)
- Sonates en pastorelas, Carole Cerasi, Metronome (2003)
- Complete keyboard sonatas, 3 vol., Pedro Casals, Naxos (2009 en 2010)
- Blasco de Nebra: Complete Piano Works, (3 CDs). Pedro Piquero, Brilliant Classics, 2025

- Biblioteca Nacional de España: XX859047
- Bibliothèque nationale de France: cb13953134g (data)
- Gemeinsame Normdatei: 108979150X
- International Standard Name Identifier: 0000 0000 8111 6355
- Library of Congress Control Number: n85237347
- MusicBrainz: eb992924-d133-4eaf-8252-11bc79fd84f2
- Nationale Bibliotheek van Israël: 987012501825705171
- Nederlandse Thesaurus van Auteursnamen: 095660739
- SNAC: w6x96w9c
- Système universitaire de documentation: 193462486
- Virtual International Authority File: 32189454
- WorldCat: E39PCjJrBHFb3qBqXx7QtqkTRC